# یونس امره ییلدیریمر
یونس امره ییلدیریمر (ترکی استانبولی: Yunus Emre Yıldırımer؛ زادهٔ ۵ فوریهٔ ۱۹۸۲) بازیگر اهل ترکیه است.
وی از سال ۲۰۰۷ میلادی تاکنون مشغول فعالیت بوده است. از فیلم‌ها یا برنامه‌های تلویزیونی که وی در آن
ایفای نقش کرده است می‌توان به راهزنان در دنیا حکومت نمی‌کنند و تشکیلات اشاره کرد.

## زندگی و حرفه
یونس امره ییلدیریمر متولد سیرت و اصالتاً عرب است. او تحصیلات ابتدایی، راهنمایی و دبیرستان را در دیاربکر به پایان رساند. سپس وارد رشته هنرستان در «دانشگاه هالیچ» شد و از آنجا فارغ‌التحصیل شد. او در حین ادامه تحصیل در هنرستان با ملیسا اوزگه ییلدیریمر ازدواج کرد. اولین تجربه بازیگری او، بازی در سریال به «یاد داشته باش عزیزم» بود که در سال ۲۰۰۷ منتشر شد. سپس در سریال‌های تلویزیونی مانند «مرد خانه من»، «خیابان ساردنیا»، «قلب‌هایی که به دنبال ریتم هستند» بازی کرد. او در فیلم سلام که در سال ۲۰۱۳ اکران شد بازی کرد و نقش معلمی را ایفا کرد که به سنگال رفت. در همان زمان تئاتر را ادامه داد و در گروه تئاتر شهرداری فاتح در نمایش‌های تئاتر روی صحنه رفت. او در سریال فاتح حربیه که پخش آن از سال ۲۰۱۳ شروع شد، نقش اصلی این سریال، یعنی شیناسی را ایفا کرد. کادیر دوغلو و نسلیهان آتاگول نیز از بازیگران مشهور این سریال هستند.

## فیلم‌شناسی
| سال       | نام                                             | نقش                            | یادداشت‌ها |
| --------- | ----------------------------------------------- | ------------------------------ | --------- |
| ۲۰۲۱–۲۰۲۲ | تشکیلات                                         | کورکوت                         | سریال     |
| ۲۰۱۵–۲۰۲۱ | راهزنان در دنیا حکومت نمی‌کنند                   | آلپ‌ارسلان چاکیربیلی            | سریال     |
| ۲۰۱۸      | Bal Kaymak خامه عسلی                            | یاسین                          | فیلم      |
| ۲۰۱۶      | Somuncu Baba: Aşkın Sırrı سومونجو بابا: راز عشق | نعمان‌بن احمد (حاجی بایرام ولی) | فیلم      |
| ۲۰۱۳–۲۰۱۴ | فاتح حربیه                                      | شیناسی                         | سریال     |
| ۲۰۱۳      | Selam سلام                                      | هارون                          | فیلم      |
| ۲۰۱۱      | İnsan Aldandı انسان فریب‌خورده                   | عمر کورجان                     | سریال     |
| ۲۰۱۱      | Mavi Kelebekler پروانه‌های آبی                   | مراد                           | سریال     |
| ۲۰۱۰      | Kader Çizgisi خط سرنوشت                         | سِمیه                           | سریال     |
| ۲۰۱۰      | Güz Gülleri رزهای پاییزی                        | علی                            |           |
| ۲۰۰۹      | Yapma Diyorum من می‌گویم نکن                     | -                              | سریال     |
| ۲۰۰۹      | Kırık Kalpler قلب‌های شکسته                      | -                              | سریال     |
| ۲۰۰۹      | IV. Osman IV. عثمان                             | قاتل سریالی                    | سریال     |
| ۲۰۰۸      | Dantel                                          | -                              | سریال     |
| ۲۰۰۸      | Bir Göçmen Kuştu O این یک پرنده مهاجر بود       |                                | سریال     |
| ۲۰۰۷      | Sardunya Sokağı خیابان ساردنیا                  | اورچون                         | سریال     |
| ۲۰۰۷      | Evimin Erkeği مرد خانه من                       | مِمو                            | سریال     |
| ۲۰۰۷      | Elif’in Günlüğü خاطرات الیف                     | بوراک                          | سریال     |
| ۲۰۰۷      | Hatırla Sevgili به یاد داشته باش عزیزم          | عمر                            | سریال     |

### تئاتر
| سال       | نام                                | مکان تئاتر              |
| --------- | ---------------------------------- | ----------------------- |
| ۲۰۰۹–۲۰۱۰ | Kral Dairesi دفتر پادشاه           | تئاتر دولتی استانبول    |
| ۲۰۰۹–۲۰۱۰ | Sindirella Ç.O سیندرلا چِ. او       | تئاتر Mie               |
| ۲۰۰۹–۲۰۱۰ | Eksik گم‌شده                        | سالن تئاتر              |
| ۲۰۱۰–۲۰۱۱ | A4                                 | سالن تئاتر              |
| ۲۰۱۲–۲۰۱۳ | Yaka Beyaz یقهٔ سفید                | سالن تئاتر              |
| -         | Ramazan Şenliği جشنوارهٔ رمضان      | گروه تئاتر شهرداری فاتح |
| -         | Tahir İle Zühre طاهره و زهره       | گروه تئاتر شهرداری فاتح |
| -         | Telgrafçı Hamdi تلگراف حمدی        | گروه تئاتر شهرداری فاتح |
| -         | Hülleci                            | گروه تئاتر شهرداری فاتح |
| -         | Yanlışlıklar Komedyası خطاهای کمدی | گروه تئاتر شهرداری فاتح |
| -         | Barış Gezegeni سیارهٔ صلح           | گروه تئاتر شهرداری فاتح |
| -         | Ceviz ile Karınca مورچه و گردو     | گروه تئاتر شهرداری فاتح |